# Neuropa
Neuropa è il secondo EP del gruppo hardcore punk italiano Fall Out.

## Tracce
1. Neuropa - 3:27
2. Machina - 3:53
3. Bandiera bianca - 4:53
4. Cuore incudine martello/Semtex paranoia - 8:14

## Formazione
- Renzo Daveti - voce
- Marco Rinaldi - chitarra
- Giuseppe De Ruggero - basso
- Giampaolo Vigna - batteria